# Sabar
Il Sabar è uno strumento musicale a percussione della famiglia dei membranofoni originario del Senegal, più precisamente, del popolo Wolof. Di solito esso viene suonato con una mano ed una lunga bacchetta in legno oppure con le sole mani. Ne esistono di sette diversi tipi e con diverse funzioni; i più importanti sono:
- Lo Nder, il Sabar solista.
- Il Lamb, il Sabar "basso" di accompagnamento.
- il Goros Babas,il Sabar per le improvvisazioni.
- Lo Mbag,altro Sabar di accompagnamento.

Questo strumento era usato dai Griot per comunicare fra i vari villaggi Wolof, grazie alla sua capacità di sentirsi a chilometri di distanza. Viene chiamato "Sabar" anche il genere musicale attinente allo strumento.

## Nomi da ricordare
- Doudou N'diaye Rose, il più famoso virtuoso del Sabar
- Youssou N'Dour, il primo artista a usare il Sabar nel pop